# Bomme

Familiewapen van Bomme

Bomme (ook: De Haze Bomme) was een Nederlands geslacht waarvan leden in 1839 in de Nederlandse adel werden opgenomen en dat in 1890 uitstierf.

## Geschiedenis
De stamreeks begint met Antheunis Cornelisz. Bomme die schipper was en in 1642 trouwde. Zijn achterkleinzoon, mr. Hubrecht de Haze Bomme (1737-1821), zoon van Leendert Bomme (1683-1760) en diens vierde vrouw Suzanne de Haze (1693-1742), werd raad, thesaurier en burgemeester van Leiden.
Bij KB van 5 augustus 1839 werd een zoon van laatstgenoemde, mr. Willem Anthonie de Haze Bomme (1766-1865), schepen van Tholen, verheven in de Nederlandse adel. Met een dochter van hem stierf het geslacht in 1890 uit.

## Enkele telgen
Mr. Hubrecht de Haze Bomme (1737-1821), raad, thesaurier en burgemeester van Leiden
- Jhr. mr. Willem Anthonie de Haze Bomme (1766-1865), schepen van Tholen
  - Jhr. Huybrecht de Haze Bomme (1791-1874), generaal-majoor en adjudant van koning Willem III
  - Jkvr. Susanna Maria de Haze Bomme (1800-1890), laatste telg van het geslacht; trouwde in 1826 met jhr. mr. Johan van Reigersberg Versluys, heer van Poppekerke (1801-1866), lid van Provinciale en Gedeputeerde Staten van Zeeland, telg uit het geslacht Versluys